# 維登湖
51°37′28″N 10°21′12″E / 51.6245°N 10.3532°E

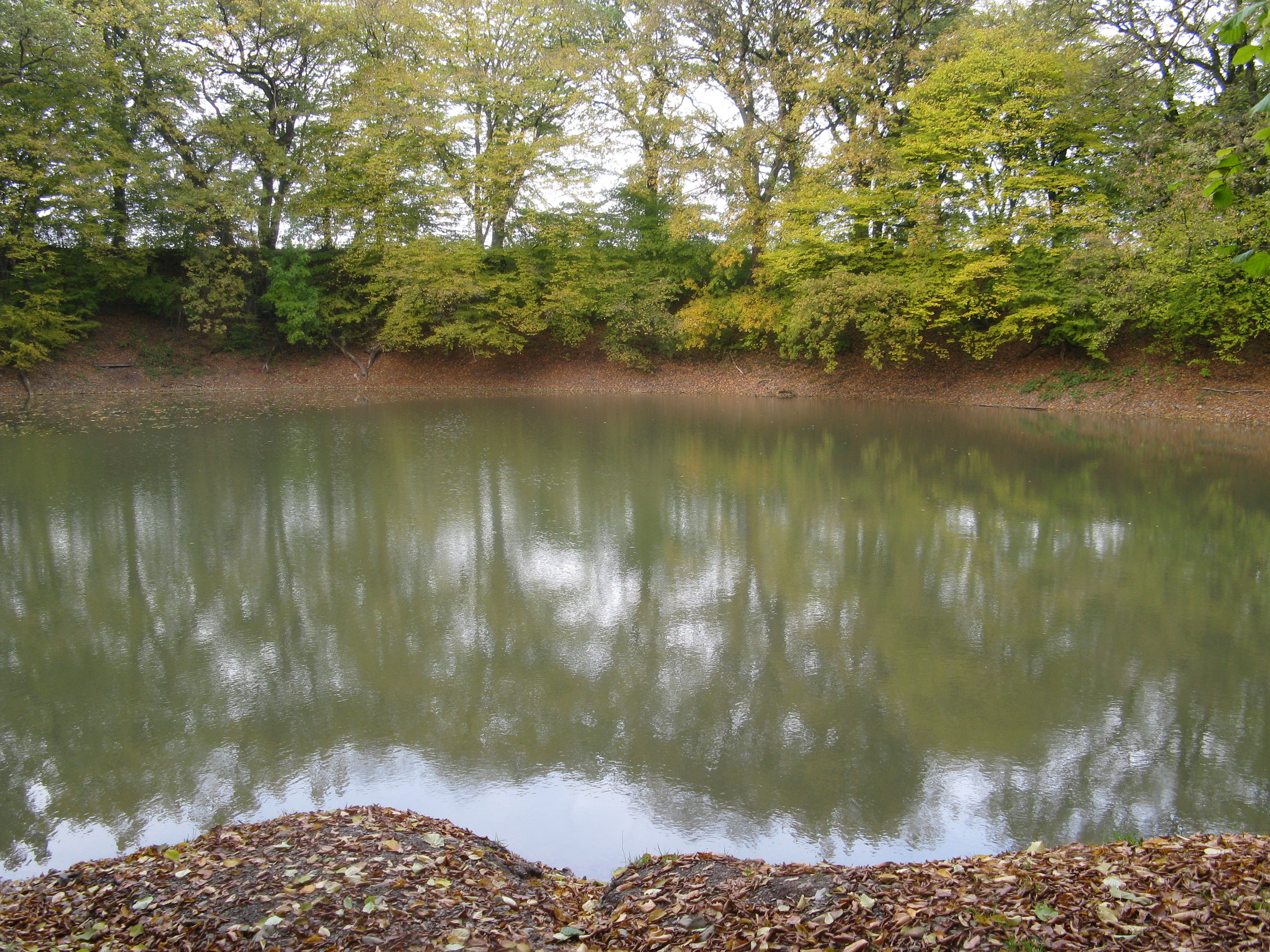

維登湖（德語：Wiedensee），是德國的湖泊，位於該國西北部，由下薩克森州負責管轄，處於格丁根縣，長0.07公里，面積0.06平方公里，平均水深0.3米，最大水深9.3米。